# Ron Staniforth
Ronald „Ron” Staniforth (ur. 13 kwietnia 1924 w Manchesterze – zm. październik 1988 w Barrow-in-Furness) – angielski piłkarz występujący podczas kariery na pozycji obrońcy.

## Kariera klubowa
Ron Staniforth piłkarską karierę rozpoczął w trzecioligowym Stockport County w 1946. W 1952 przeszedł do drugoligowego Huddersfield Town, z którym rok później awansował do Division One. W 1955 został zawodnikiem drugoligowego Sheffield Wednesday. W 1956 awansował do Division One, by dwa lata później spaść z niej. W 1959 przeszedł do czwartoligowego Barrow, gdzie przez dwa kolejne lata był grającym trenerem.
| Sezon   | Klub                     | Kraj   | Rozgrywki      | Mecze | Bramki |
| ------- | ------------------------ | ------ | -------------- | ----- | ------ |
| 1946/47 | Stockport County F.C.    | Anglia | Division Three | 26    | 0      |
| 1947/48 | Stockport County F.C.    | Anglia | Division Three | 40    | 0      |
| 1948/49 | Stockport County F.C.    | Anglia | Division Three | 40    | 0      |
| 1949/50 | Stockport County F.C.    | Anglia | Division Three | 29    | 1      |
| 1950/51 | Stockport County F.C.    | Anglia | Division Three | 44    | 0      |
| 1951/52 | Stockport County F.C.    | Anglia | Division Three | 44    | 0      |
| 1952/53 | Huddersfield Town F.C.   | Anglia | Division Two   | 40    | 0      |
| 1953/54 | Huddersfield Town F.C.   | Anglia | Division One   | 28    | 0      |
| 1954/55 | Huddersfield Town F.C.   | Anglia | Division One   | 42    | 0      |
| 1955/56 | Sheffield Wednesday F.C. | Anglia | Division Two   | 37    | 2      |
| 1956/57 | Sheffield Wednesday F.C. | Anglia | Division One   | 31    | 0      |
| 1957/58 | Sheffield Wednesday F.C. | Anglia | Division One   | 14    | 0      |
| 1958/59 | Sheffield Wednesday F.C. | Anglia | Division Two   | 20    | 0      |
| 1959/60 | Barrow A.F.C.            | Anglia | Division Four  | 24    | 0      |
| 1960/61 | Barrow A.F.C.            | Anglia | Division Four  | 14    | 0      |

## Kariera reprezentacyjna
W reprezentacji Anglii Staniforth zadebiutował 3 kwietnia 1954 w wygranym 4-2 meczu eliminacji mistrzostw świata, które były rozgrywane w ramach British Home Championship ze Szkocją. W 1954 Staniforth uczestniczył w mistrzostwach świata. Na turnieju w Szwajcarii wystąpił we wszystkich trzech meczach z Belgią, Szwajcarią i Urugwajem. Ostatni raz w reprezentacji wystąpił 1 grudnia 1954 w wygranym 3-1 towarzyskim meczu z RFN. Ogółem Staniforth rozegrał w reprezentacji 8 spotkań.
| Mecze i gole w reprezentacji | Mecze i gole w reprezentacji | Mecze i gole w reprezentacji | Mecze i gole w reprezentacji | Mecze i gole w reprezentacji | Mecze i gole w reprezentacji | Mecze i gole w reprezentacji    |
| #                            | Data                         | Miasto                       | Przeciwnik                   | Gol                          | Wynik                        |                                 |
| ---------------------------- | ---------------------------- | ---------------------------- | ---------------------------- | ---------------------------- | ---------------------------- | ------------------------------- |
| 1.                           | 03.04.1954                   | Glasgow                      | Szkocja                      |                              | 4:2                          | el. MŚBritish Home Championship |
| 2.                           | 16.05.1954                   | Belgrad                      | Jugosławia                   |                              | 0:1                          | towarzyski                      |
| 3.                           | 23.05.1954                   | Budapeszt                    | Węgry                        |                              | 7:1                          | towarzyski                      |
| 4.                           | 17.06.1954                   | Bazylea                      | Belgia                       |                              | 4:4                          | Mundial 1954                    |
| 5.                           | 20.06.1954                   | Berno                        | Szwajcaria                   |                              | 2:0                          | Mundial 1954                    |
| 6.                           | 26.06.1954                   | Bazylea                      | Urugwaj                      |                              | 2:4                          | Mundial 1954                    |
| 7.                           | 10.11.1954                   | Londyn                       | Walia                        |                              | 3:2                          | British Home Championship       |
| 8.                           | 01.12.1954                   | Londyn                       | RFN                          |                              | 3:1                          | towarzyski                      |